# Herbert Honsowitz
Herbert Honsowitz (* 7. Juli 1944 in Marienbad, Reichsgau Sudetenland) ist ein deutscher Diplomat und Botschafter a. D.

## Leben
Nach dem Abitur 1966 begann er ein Studium der Geschichte, Germanistik und Kultursoziologie (1966 bis 1973), anschließend den Vorbereitungsdienst für den höheren Auswärtigen Dienst (1974 bis 1976). Im Jahr 1975 promovierte er zum Doktor der Philosophie, arbeitete von 1976 bis 1978 im Auswärtigen Amt. In den Jahren 1978 bis 1980 war Honsowitz Leiter des Pressereferats der Botschaft Teheran, wechselte jedoch 1980 in die Botschaft Tel Aviv. In den Jahren 1983 bis 1986 arbeitete er bei der Ständigen Vertretung New York, wechselte 1986 schließlich wieder zum Auswärtigen Amt nach Bonn. Herbert Honsowitz nahm 1989 eine Tätigkeit bei den Vereinten Nationen als Leiter des UN-Informationszentrums auf, die er bis 1992 ausübte. In den Jahren 1992 bis 1999 wechselte er wiederum ins Auswärtige Amt; war dort Referatsleiter. Von 1999 bis 2002 war er Leiter der Botschaft Addis Abeba, von 2002 bis 2006 Leiter der Ständigen Vertretung beim Büro der Vereinten Nationen in Wien. Danach war Herbert Honsowitz bis zu seiner Pensionierung im Jahre 2009 Leiter der Botschaft Teheran.
Im September 2008 wurde Honsowitz nach Bonn zur Berichterstattung beordert, nachdem der Militärattaché der deutschen Botschaft an einer Parade teilgenommen hatte, auf der die Vernichtung Israels propagiert wurde. Laut "Spiegel" galt auch Honsowitz selbst "als iranfreundlich".
Herbert Honsowitz ist verheiratet und hat vier Kinder.